# VM i ishockey 1989
Verdensmesterskabet i ishockey 1989 var det 53. VM i ishockey, arrangeret af IIHF. For de europæiske hold gjaldt det samtidig som det 64. europamesterskab. Mesterskabet blev afviklet i fire niveauer som A-, B-, C- og D-VM:
A-VM i Stockholm og Södertälje, Sverige i perioden 15. april – 1. maj 1989.
B-VM i Oslo og Lillehammer, Norge i perioden 30. marts – 9. april 1989.
C-VM i Sydney, Australien i perioden 18. – 29. marts 1989.
D-VM i Geel og Heist, Belgien i perioden 16. – 21. marts 1989.
Der var tilmeldt 29 hold til mesterskabet – det højeste antal indtil da og ét hold mere end ved sidste VM. De otte bedste hold spillede om A-VM, de otte næstbedste hold spillede om B-VM, de næste otte spillede C-VM, mens de sidste fem hold spillede D-VM.
Sovjetunionen blev verdensmester for 21. gang ved at vinde alle sine ti kampe. Sølvmedaljerne blev vundet af Canada, mens bronzemedaljerne gik til Tjekkoslovakiet. 
| A-VM 1989 | A-VM 1989       |
| --------- | --------------- |
| Guld      | Sovjetunionen   |
| Sølv      | Canada          |
| Bronze    | Tjekkoslovakiet |
| 4.        | Sverige         |
| 5.        | Finland         |
| 6.        | USA             |
| 7.        | Vesttyskland    |
| 8.        | Polen           |

| B-VM 1989 | B-VM 1989 |
| --------- | --------- |
| 9.        | Norge     |
| 10.       | Italien   |
| 11.       | Frankrig  |
| 12.       | Schweiz   |
| 13.       | DDR       |
| 14.       | Østrig    |
| 15.       | Japan     |
| 16.       | Danmark   |

| C-VM 1989 | C-VM 1989   |
| --------- | ----------- |
| 17.       | Holland     |
| 18.       | Jugoslavien |
| 19.       | Kina        |
| 20.       | Ungarn      |
| 21.       | Bulgarien   |
| 22.       | Nordkorea   |
| 23.       | Sydkorea    |
| 24.       | Australien  |

| D-VM 1989 | D-VM 1989      |
| --------- | -------------- |
| 25.       | Belgien        |
| 26.       | Rumænien       |
| 27.       | Storbritannien |
| 28.       | Spanien        |
| 29.       | New Zealand    |

Kampene mellem de europæiske hold i A-VM's indledende runde gjaldt som europamesterskab, og her sejrede Sovjetunionen foran Tjekkoslovakiet og Sverige. Det var Sovjetunionens 26. EM-titel og den niende i træk siden 1978.
| Sport | Spire Denne artikel om sport er en spire som bør udbygges. Du er velkommen til at hjælpe Wikipedia ved at udvide den. |